# Pheidole acamata

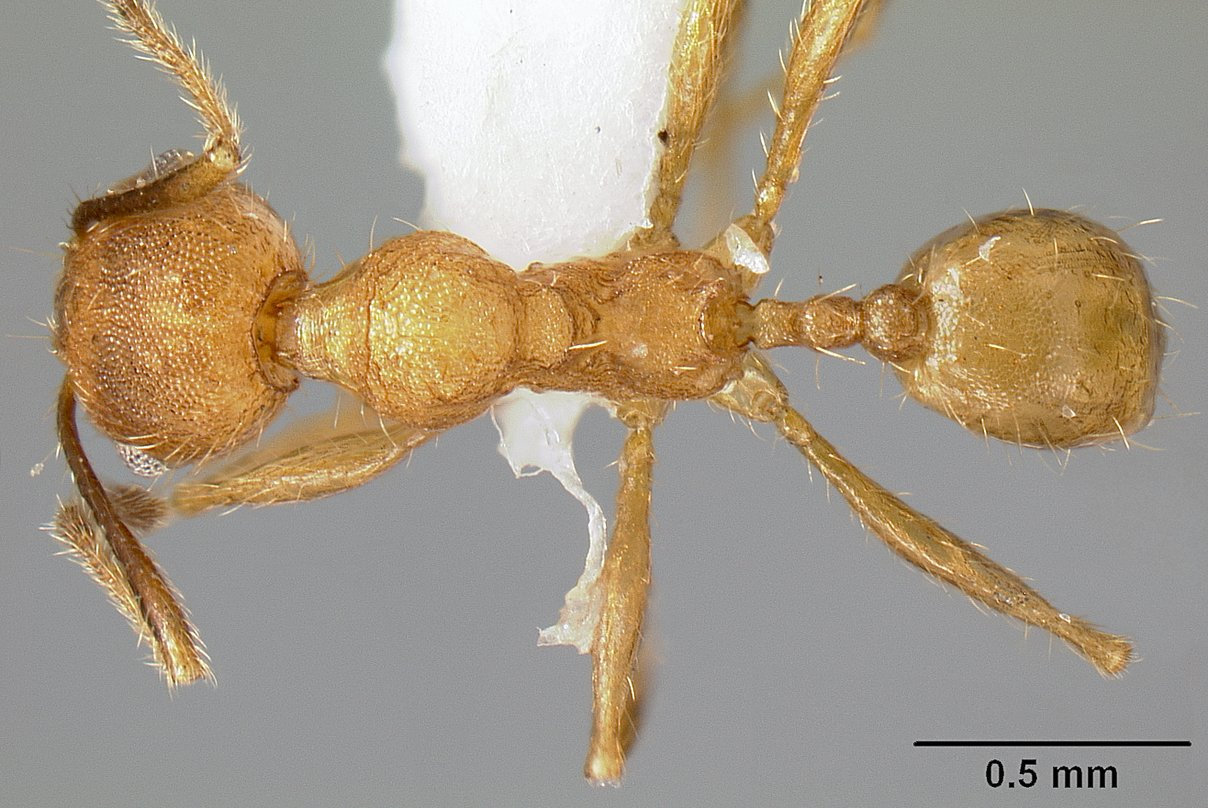
Рабочий Pheidole acamata сверху

Pheidole acamata (лат.) — вид муравьёв рода Pheidole из подсемейства Myrmicinae (Formicidae). Центральная Америка (Мексика, Никарагуа). Встречается во влажных тропических лесах от уровня моря до высоты в 1000 м. Фуражируют на земле, наблюдается мобилизация крупных рабочих (солдат) и мелких рабочих. Обладают многочисленными полуотстоящими волосками на брюшке. Голова мелких рабочих спереди морщинистая (у двух близких видов Pheidole potosiana и Pheidole psilogaster лицо гладкое и блестящее). Стебелёк между грудкой и брюшком состоит из двух члеников: петиолюса и постпетиолюса (последний четко отделен от брюшка).. Окраска одноцветная, жёлтая. Крупные рабочие (солдаты): ширина головы 0,98 мм, длина головы равна 1,04 мм, длина скапуса — 0,76 мм. Мелкие рабочие: ширина головы — 0,54 мм, длина головы равна 0,60 мм, длина скапуса — 0,72 мм. Вид описан в 2003 году американским мирмекологом профессором Эдвардом Уилсоном.

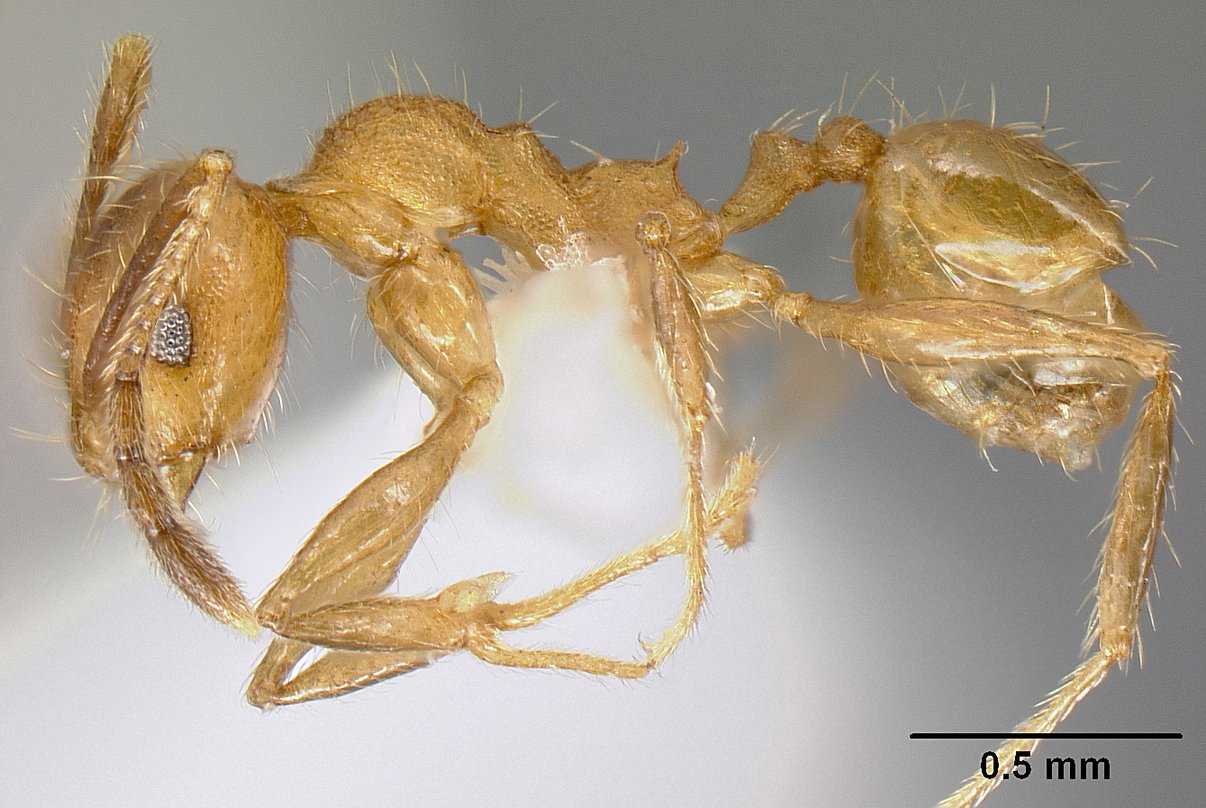
Рабочий сбоку
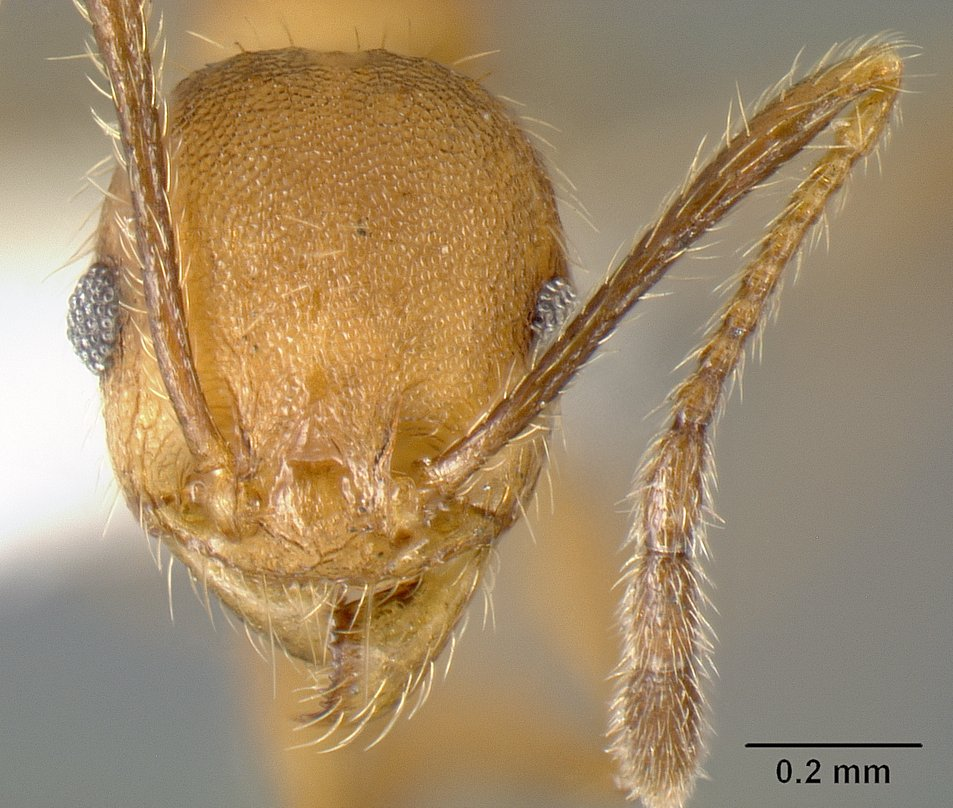
Голова рабочего
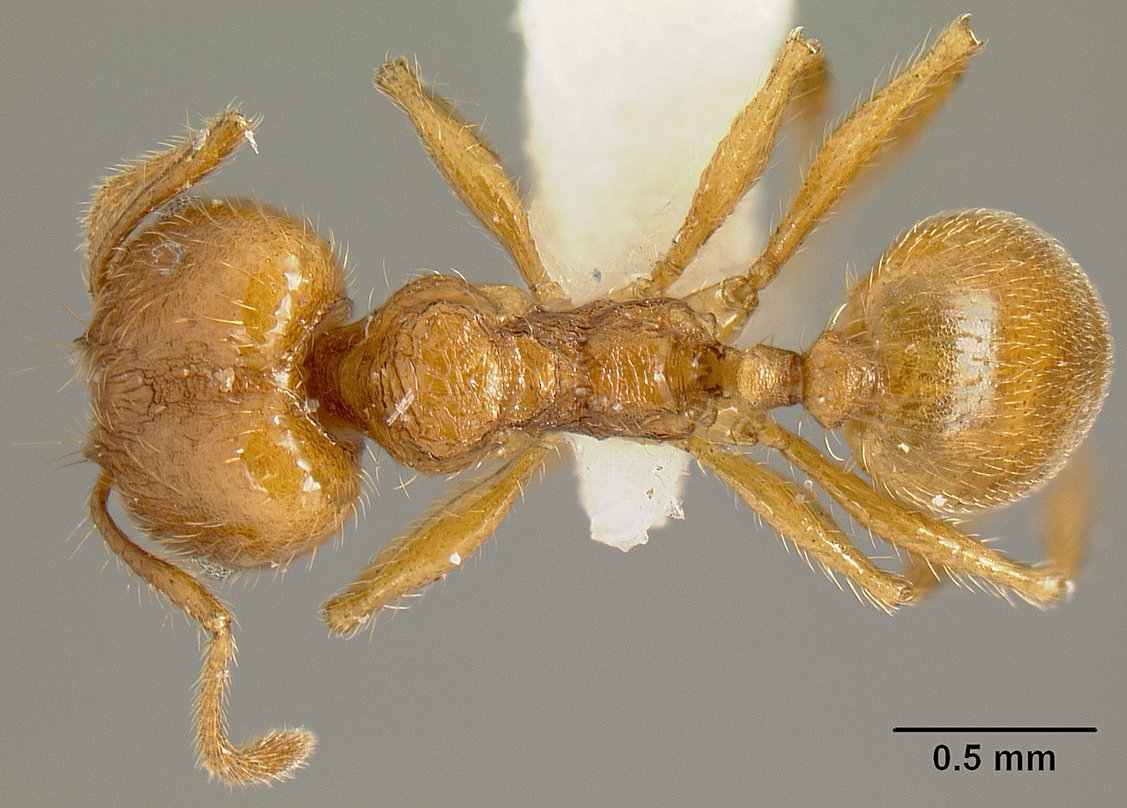
Солдат сверху